# Абе Хіросі (астроном)
| Відкриті астероїди: 28                                   | Відкриті астероїди: 28 |
| -------------------------------------------------------- | ---------------------- |
| 7097 Яцука [1]                                           | 8 жовтня 1993          |
| 7837 Мутсумі [1]                                         | 11 жовтня 1993         |
| (8099) 1993 TE [1]                                       | 8 жовтня 1993          |
| 8113 Мацуе                                               | 21 квітня 1996         |
| 8114 Lafcadio                                            | 24 квітня 1996         |
| 8120 Коуб                                                | 2 листопада 1997       |
| 8725 Кейко                                               | 5 жовтня 1996          |
| 9985 Акіко [2]                                           | 12 травня 1996         |
| 11322 Aquamarine                                         | 23 серпня 1995         |
| 11682 Сіваку                                             | 3 березня 1998         |
| 13176 Кобедайтенкен [2]                                  | 21 квітня 1996         |
| 13643 Такусі                                             | 21 квітня 1996         |
| 14535 Казуюкіханда                                       | 1 вересня 1997         |
| 16760 Масанорі                                           | 11 жовтня 1996         |
| 21262 Канба [2]                                          | 24 квітня 1996         |
| 28340 Юкіхіро                                            | 13 бересня 1999        |
| 29431 Сідзімі                                            | 12 квітня 1997         |
| 35286 Такаоакіхіро                                       | 14 жовтня 1996         |
| (43996) 1997 QH                                          | 22 серпня 1997         |
| 48778 Сьокоюкако                                         | 1 вересня 1997         |
| 48779 Маріко                                             | 1 вересня 1997         |
| 49699 Хідетакасато                                       | 3 листопада 1999       |
| 58622 Сетоґучі [1]                                       | 2 листопада 1997       |
| (65783) 1995 UK                                          | 17 жовтня 1995         |
| (90925) 1997 RK5                                         | 8 вересня 1997         |
| 120735 Оґавакійосі                                       | 7 жовтня1997           |
| 134402 Єшіматосіакі                                      | 1 вересня 1997         |
| 136824 Нонамікейко                                       | 8 вересня 1997         |
| 1 в співпраці з С. Міясака; 2 в співпраці з Р. Х. Макнот |                        |

Абе Хіросі (яп. 安部 裕史, Хіросі Абе, народився 1958 року) — японський астроном-любитель з обсерваторії Яцука (Yatsuka Observatory). Відомий численними відкриттями, у тому числі відкриттям Nova Vulpeculae у 2007 році і відкриттям 28 малих планет протягом 1993—1999 рр.
Астероїд головного поясу 5379 Абехіросі, який виявив Осаму Мурамацу у 1991 році, названий на честь Абе. Перелік найменувань відкритих їм малих тіл був опублікований 28 липня 1999 року (M.P.C. 35482).